# Кость (воєвода)
Ко́сть — за князівським списком Бистрицького монастиря був вказаний після Лацка: Богдан Воєвода, Лацко Воєвода, Костя Воєвода. В молдовських літописах він як господар Молдавії він не вказаний. Костя Мушат був одружений з донькою Лацка — Маргаритою і, ймовірно, мав родинні зв'язки з родиною Басарабів.
Патронім «Мушат» часто зустрічається у Мунтенії та є епонімом кількох населених пунктів у повітах Арджеш та Горж. В арумунській мові слово mușat/mușata має значення красивий. Мушат в перекладі з арумунській мові ( македо-румунська, македонська) означає красивий.